# Fuente del Toro
La Fuente del Toro se encuentra en el Cerro del Toro, en Piriápolis, Uruguay, y forma parte de la trilogía de fuentes ideada por Francisco Piria.

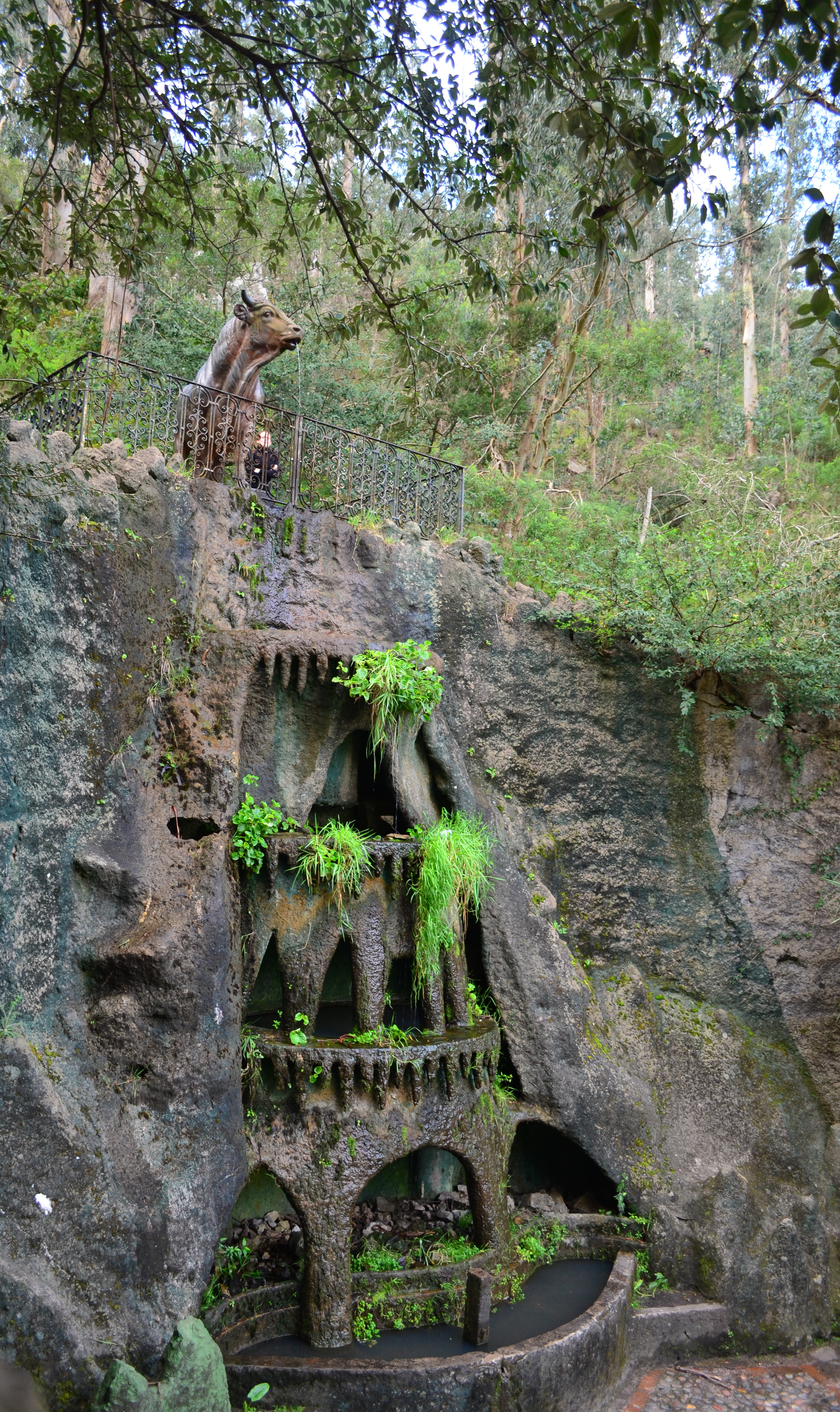
Fuente del Toro en el Cerro del Toro

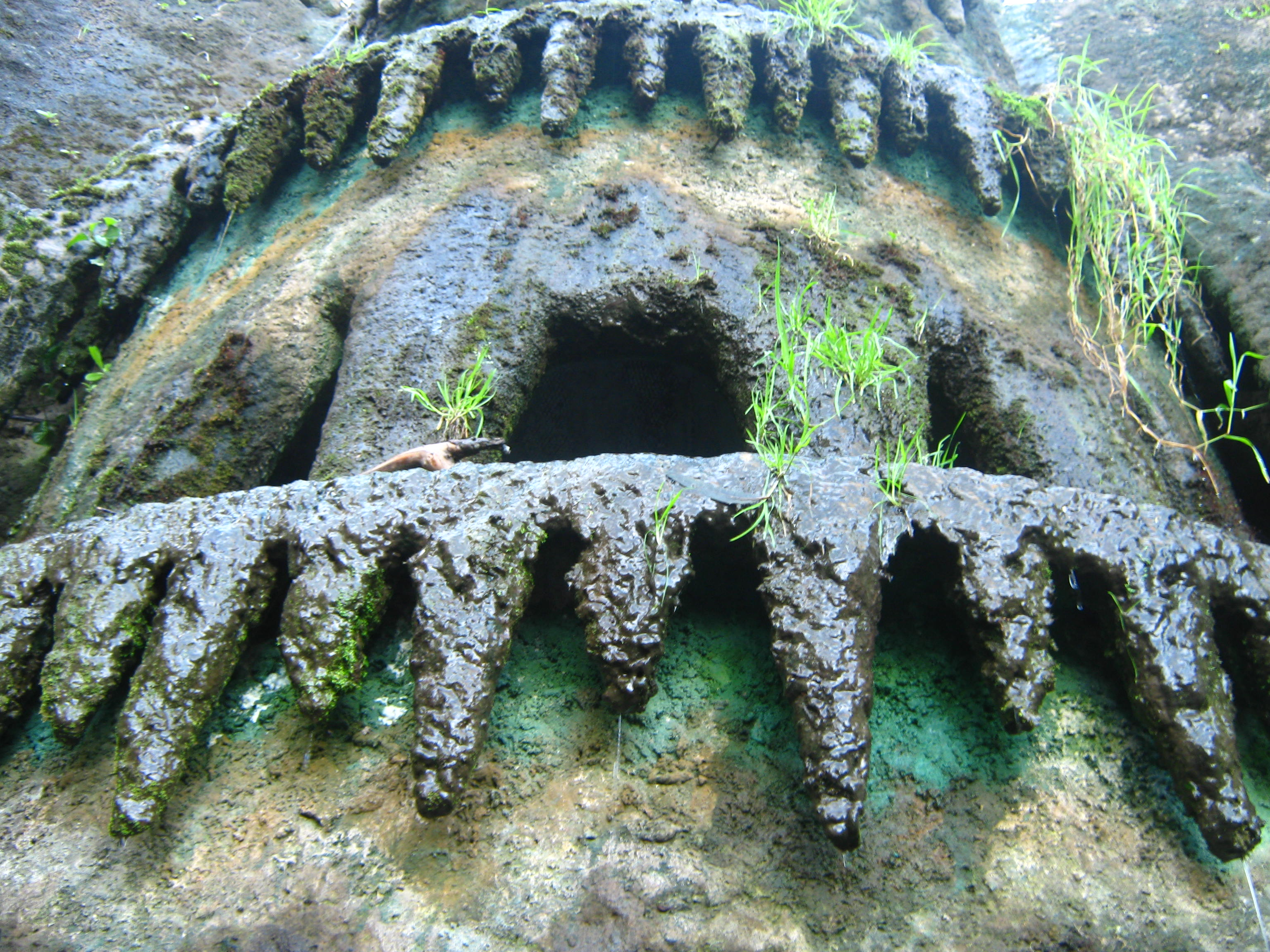
Fuente del Toro, detalle

## Acceso
Se encuentra en el camino de ascenso a la cumbre del Cerro del Toro.
Hasta esta fuente se puede llegar en auto siguiendo la calle Mario Moreno en Piriápolis.

## Características
Se trata de la estatua de un toro de tamaño natural, realizada en hierro de fundición francesa (Val Dósne, París), creada por el escultor Isidore Bonheur fallecido en el año 1901. Fue traída expresamente desde París por el fundador de la ciudad de Piriápolis, don Francisco Piria, para completar la trilogía de fuentes que él ideó e inaugurada en 1911.
Todavía puede apreciarse, en su cuerno derecho, un corte hecho para comprobar el material conque fue fabricada, lo que también permite ver la pátina de color negro que la recubre.
Piria la hace colocar canalizando un manantial de agua mineral natural que brota por su boca, que surge 30 metros más arriba. Su peso aproximado es de 3 toneladas.
Existen varias réplicas de esta estatua, una de ellas es el Toro de Las Delicias de la ciudad de Maracay, Venezuela.
Está colocada en una zona elevada, a más de 50 m de altura sobre el nivel del mar, rodeada por vegetación en la que se mezclan especies autóctonas y exóticas. Dos escalinatas laterales, de 33 escalones cada una, permiten ascender hasta ella.
Una vez que se llega a «El Toro» puede continuarse el ascenso a pie hasta la cumbre del cerro, que ofrece una vista panorámica del balneario.